# 96-я танковая бригада
96-я отдельная танковая Шуменская бригада имени Челябинского комсомола — воинское формирование (соединение, отдельная танковая бригада) ТВ РККА ВС СССР в годы Великой Отечественной войны.

## История

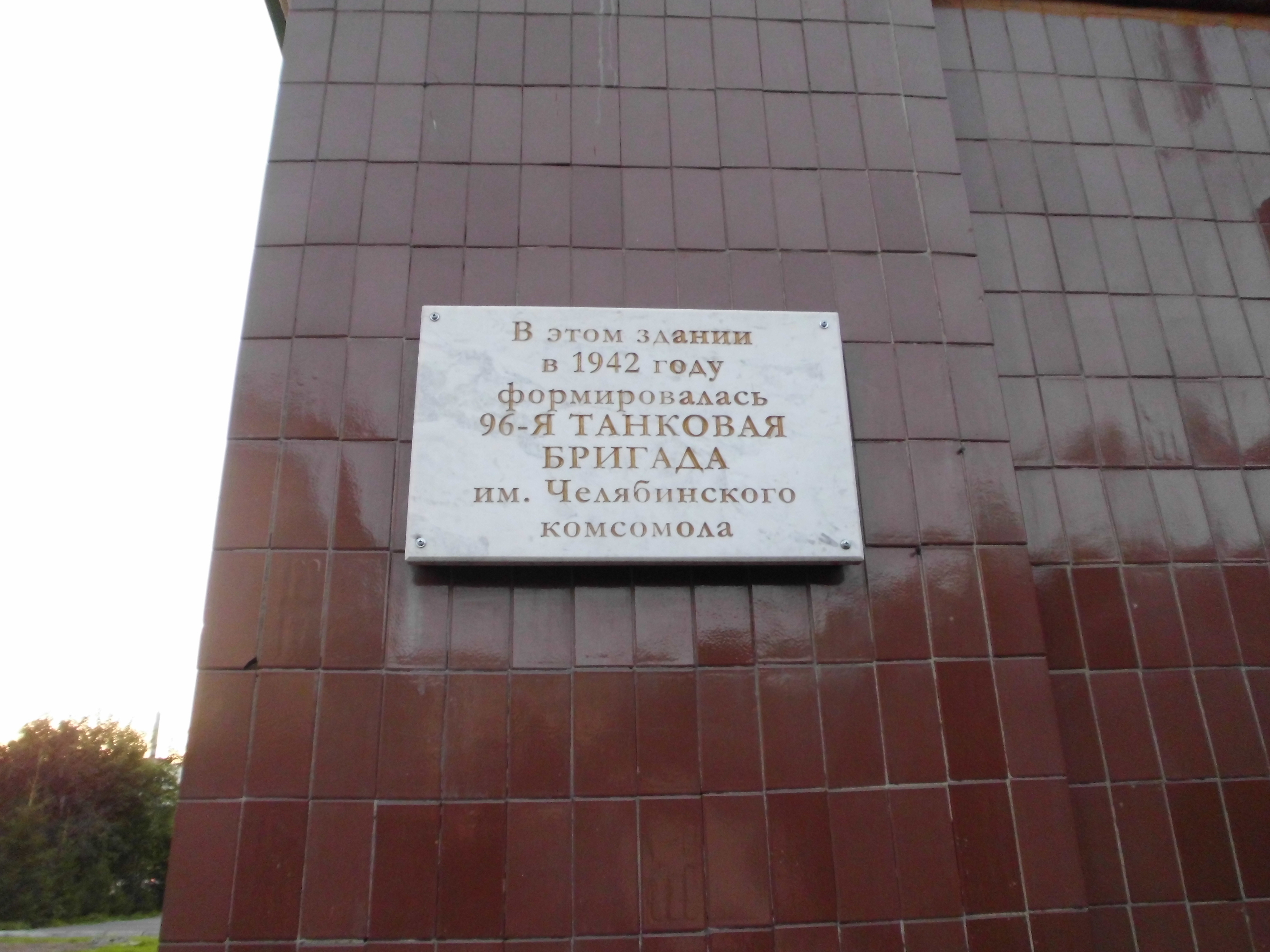
Памятные доски на фасаде школы № 53 имени 96-й танковой бригады города Челябинска (в здании происходило формирование личного состава бригады), ныне улица Овчинникова, 4

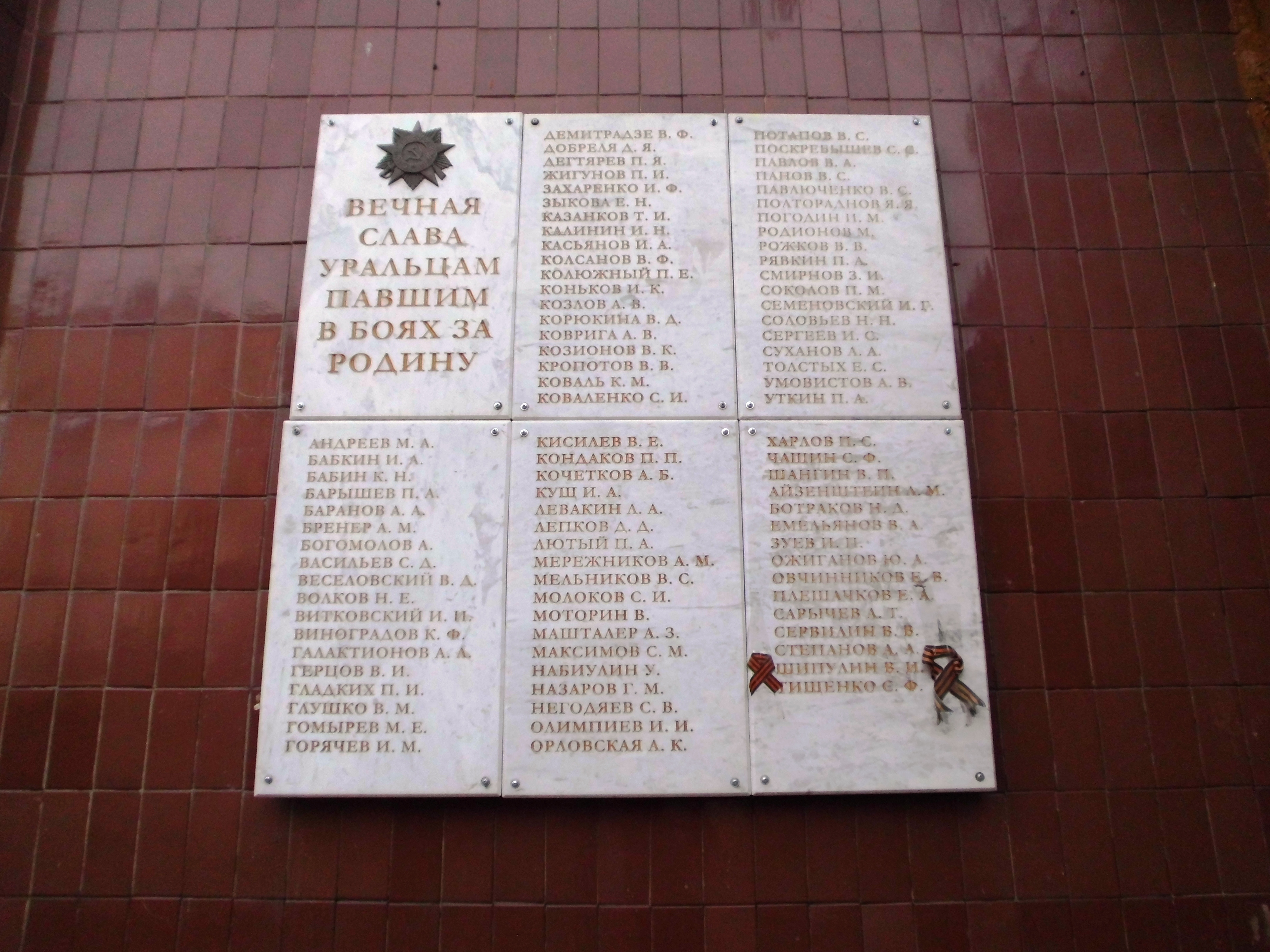

96-я отдельная танковая бригада начала сформировываться с 14 марта 1942 года в городе Челябинске. Датой её рождения считается 4 марта 1942 года, когда НКО СССР было принято решение о создании. Личный состав бригады комплектовался добровольцами со всего Южного Урала. 27 мая 1942 года приказом НКО № 0429, от 27 мая 1942 года, формированию присвоен № и именное наименование 96-я танковой бригады имени Челябинского комсомола.

«Свой подарок фронту — танковую колонну имени Челябинского комсомола — комсомольцы области вручают сегодня вам.

Будьте достойны этой великой чести!

Пусть наши боевые машины в ваших руках станут грозой для ненавистного врага. Пусть орудия ваших танков не знают промаха в бою и обрушат на проклятого врага ливень раскалённого металла, добытого комсомольцами Урала!»— Из Наказа комсомольцев области танковой бригаде имени Челябинского комсомола.
Провожая бригаду на фронт, комсомольцы вручили первому командиру бригады полковнику Лебедеву В. Г. наказ и знамя Челябинского обкома ВЛКСМ. Кроме того всему личному составу были вручены памятные кинжалы златоустовской стали с надписью наименования соединения.

… сложная обстановка, сложившаяся летом 1942 года после перехода немецких войск в общее наступление, потребовала изъять из состава армии подготовленные части для немедленного использования их на фронте:

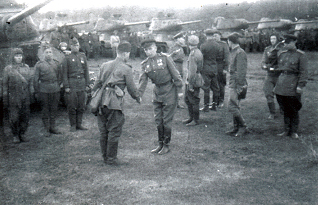
Смотр 96-й отдельной танковой бригады.

«26 июля 1942 г. Ставка Верховного Главнокомандования приказывает: 

1. Направить железной дорогой 86-ю и 96-ю танковые бригады в распоряжение комвойсками Брянского фронта. Погрузка для 86-й танковой бригады — станция Выползава, для 96-й танковой бригады — станция Скуратово, начало погрузки 12.00 26.7. 19, темп — 67, выгрузка — для обеих бригад — район станций Долгоруково, Плоты. 

2. Бригады отправить полностью, с имеющимся личным составом, матчастью, имуществом, запасами.
3. Отправляемых снабдить боеприпасами — 1 боекомплект, горючим — 2 заправки, продовольствием — на путь следования 3 суток и 5-суточным выгрузочным запасом.»—  Шеин Д. В.: Танки ведёт Рыбалко. Боевой путь 3-й Гвардейской танковой армии
На фронте 96-я бригада вошла в состав 15-го танкового корпуса 3-й танковой армии и первый бой приняла 11 августа 1942 у деревни Перекоповка Орловской области. Далее держала оборону на Верхнем Дону у Воронежа. 13 января 1943 года приняла участие в Острогожско-Россошанской операции. В ходе этой операции бригада вместе со всем 15-м танковым корпусом 3-й танковой армии, громила 24-й танковый корпус немцев и ликвидировала окружённого врага в районе Россоши.
Далее, с 24 января, уже в составе 38-й армии, 96-я бригада приняла участие в Воронежско-Касторненской операции. Наступая в первом эшелоне, бригада совершила глубокий рейд вглубь обороны противника, и у деревни Пузачи перехватила отступающую колонну разгромленной в предыдущих боях 2-й немецкой танковой армии численностью до 7 тысяч человек. Но затем отряд был контратаковал превосходящими силами противника, занял оборону и отбил 13 атак. В течение суток, в условиях сильнейшей метели, длился неравный бой. Полторы тысячи убитых и две с половиной тысячи пленных, 150 сожжёных машин и 30 танков — таковы результаты этого боя. В бою погибли свыше 40 советских танкистов, в живых осталось 32 бойца, почти все были ранены. На месте боя в 1978 году воздвигнут памятник танкистам 96-й бригады.
На Курской дуге, уже в составе 6-й гвардейской армии, бригада попала под главный удар 2-го танкового корпуса СС. В течение трёх с половиной суток, с 5 по 8 июля танкисты вместе с бойцами 375-й стрелковой дивизии сдерживали танковую дивизию СС «Мёртвая Голова» у северных окраин г. Белгород на рубеже Шопино—Вислое (сёла ныне входят в состав Терновского сельского поселения). С 8 по 11 июля, уже в составе 69-й армии, сдерживали немецкую 19-ю танковую дивизию 3-го танкового корпуса на рубеже Хохлово—Дальняя Игуменка, практически обескровив её. А потом, совершив дерзкий рейд по тылам врага от Киселево до Ржавца, заняли оборону на рубеже Александровка—Свиридово.
В августе 1943 года 96-я бригада участвовала в освобождении Харькова. От Харькова бригада в составе 37-й армии прошла путь до столицы Болгарии Софии, участвуя в форсировании Днепра, Буга, Днестра, Дуная. За отличие в боях бригаде было присвоено почётное наименование «Шуменская».

## Состав
С момента создания до 25 мая 1944 года в бригаду входили согласно приказу о формировании отдельных танковых бригад № 0063, от 12 августа 1941 года:
- управление (штаб) бригады
- 228-й танковый батальон
- 331-й танковый батальон (иногда в литературе встречается войсковой номер 231)
- мотострелково-пулемётный батальон (мспулб)
- истребительно-противотанковая артиллерийская батарея (иптабатр)
- зенитная батарея (збатр)
- рота управления (ру)
- разведывательный взвод (рв)
- взвод связи
- сапёрный взвод (сапв)
- комендантский взвод (комв)
- рота технического обеспечения (рто)
- медико-санитарный взвод (медсанв)

25 мая 1944 года бригада была переформирована. Был добавлен третий танковый батальон, но изъята истребительно-противотанковая артиллерийская батарея (иптабатр).

### Вооружение
Основное вооружение 7 танков КВ, 20 танков Т-34 или Т-50 и 64 танка Т-60 (приказ № 0063, от 12 августа 1941 года).

## Командир (период)
1. Лебедев, Виктор Григорьевич, полковник, с 19.01.1943 генерал-майор танковых войск (14.03.1942 — 15.07.1943)
2. Попов, Алексей Михайлович, полковник (16.07.1943 — 19.11.1943)
3. Вишман, Ефрем Яковлевич, полковник (20.11.1943 — 20.12.1943)
4. Кулибабенко, Валентин Алексеевич, подполковник (21.12.1943 — 27.11.1944)
5. Шкадов, Иван Николаевич, подполковник (28.11.1944 — 09.05.1945)

## В составе (период)
- Уральский военный округ (4 марта — август 1942)
- 15 тк, 3 ТА, Брянский фронт (август 1942 —)
- 38-я армия
- 6-я гвардейская армия
- 69-я армия
- 37-я армия

## Увековечивание памяти
Именем 96-й танковой бригады Челябинского комсомола в 1987 году названа средняя школа № 53 г. Челябинска (ул. Овчинникова, 4), в здании которого с 23 февраля 1942 года фактический началось формирование бригады (тогда школа № 2 Южно-Уральской железной дороги). В честь бригады названы улицы: в городе Шумене в Болгарии Челябинской, а в Тракторозаводском районе города Челябинска Шуменской. Имена воинов бригады запечатлены в названиях улиц Челябинска — В. Колсанова в Советском районе, И. Захаренко в Курчатовском районе. Также в Курчатовском районе г. Челябинска на базе средней общеобразовательной школы №12 с 1985 года функционирует музей боевой и трудовой славы им. И. Ф. Захаренко